# Miguel Ángel Quintanilla Fisac
Miguel Ángel Quintanilla Fisac (Segòvia, 1945) és un professor universitari i polític espanyol, senador per Salamanca en la III i IV legislatures.
Catedràtic de Lògica i Filosofia de la Ciència en la Universitat de Salamanca, va ser senador per Salamanca en les Corts Espanyoles entre 1982 i 1989 en la candidatura de Partit Socialista Obrer Espanyol. El 1986 va ser designat president de la nova ‘Comissió mixta Congrés-Senat de Recerca Científica i Desenvolupament Tecnològic (R+D)’ i que va ser l'encarregada de dur a terme el control del Pla Nacional de Recerca científica i Desenvolupament tecnològic que va desenvolupar el Govern de Felipe González i el seguiment del Programa europeu F.A.S.T. Programa europeu F.A.S.T. (Forecasting Assessment in Science and Technology), dirigit per Riccardo Petrella, encaminat a trobar el camí d'un desenvolupament equilibrat per tot Europa.
Va ser secretari general del Consell d'Universitats (1991-1995) amb el govern de Felipe González i Secretari d'Estat d'Universitats i Recerca (2006-2008) amb José Luis Rodríguez Zapatero.

## Obres
Autor de diversos llibres i nombrosos articles sobre temes de lògica, filosofia de la ciència, epistemologia, història de la filosofia, filosofia moral i política i filosofia de la tecnologia, així com sobre política científica, tecnològica i universitària.
- Tecnología: un enfoque filosófico (1988). (Premi Fundesco d'Assaig).
- La utopía racional (1989, en col·laboració amb Ramón Vargas-Machuca (Premi Espasa d'assaig).
- Diccionario de Filosofía Contemporánea (1976).
- A favor de la razón (1981).
- Breve diccionario filosófico (1991).
- Ciencia, tecnología y Sociedad (en col·laboració amb J. M. Sánchez Ron, 1997).
- Cultura tecnológica: estudios de ciencia, tecnología y sociedad (en col·laboració amb Eduardo Aibar, 2002).